# Fängelsestraff

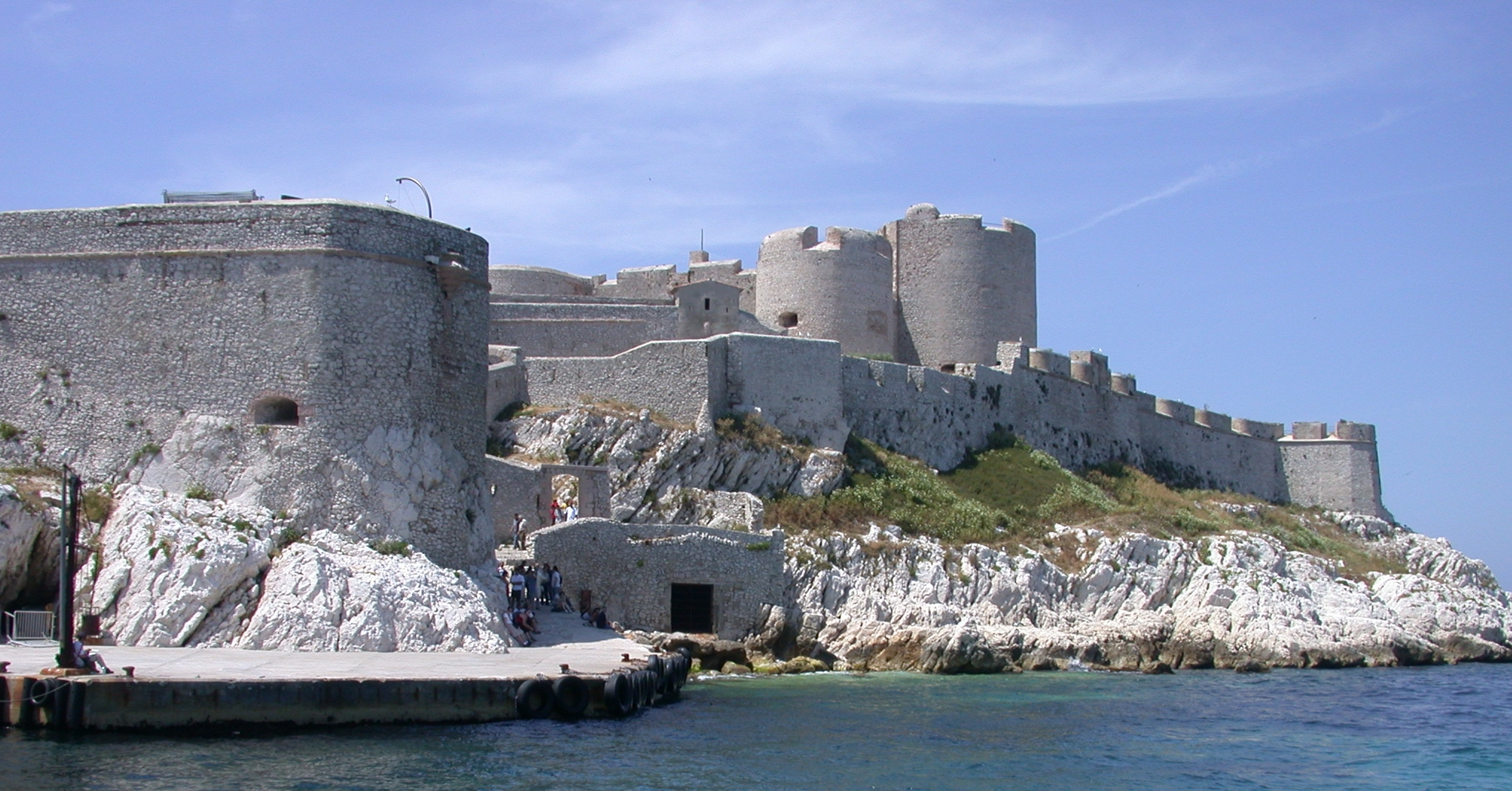
Château d'If var under lång tid ett ökänt fängelse i Frankrike.

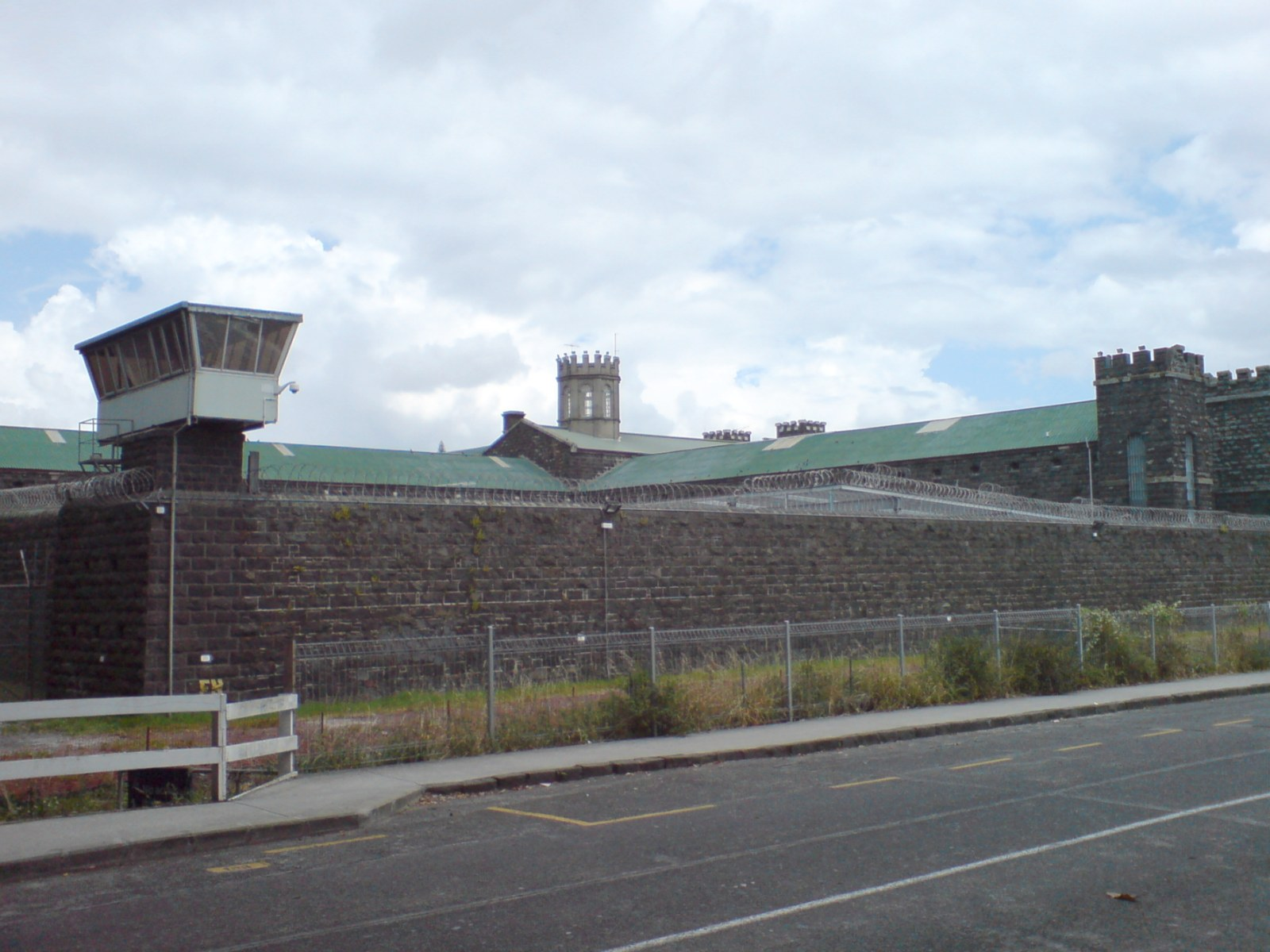
Mount Eden Prison i Auckland, Nya Zeeland.

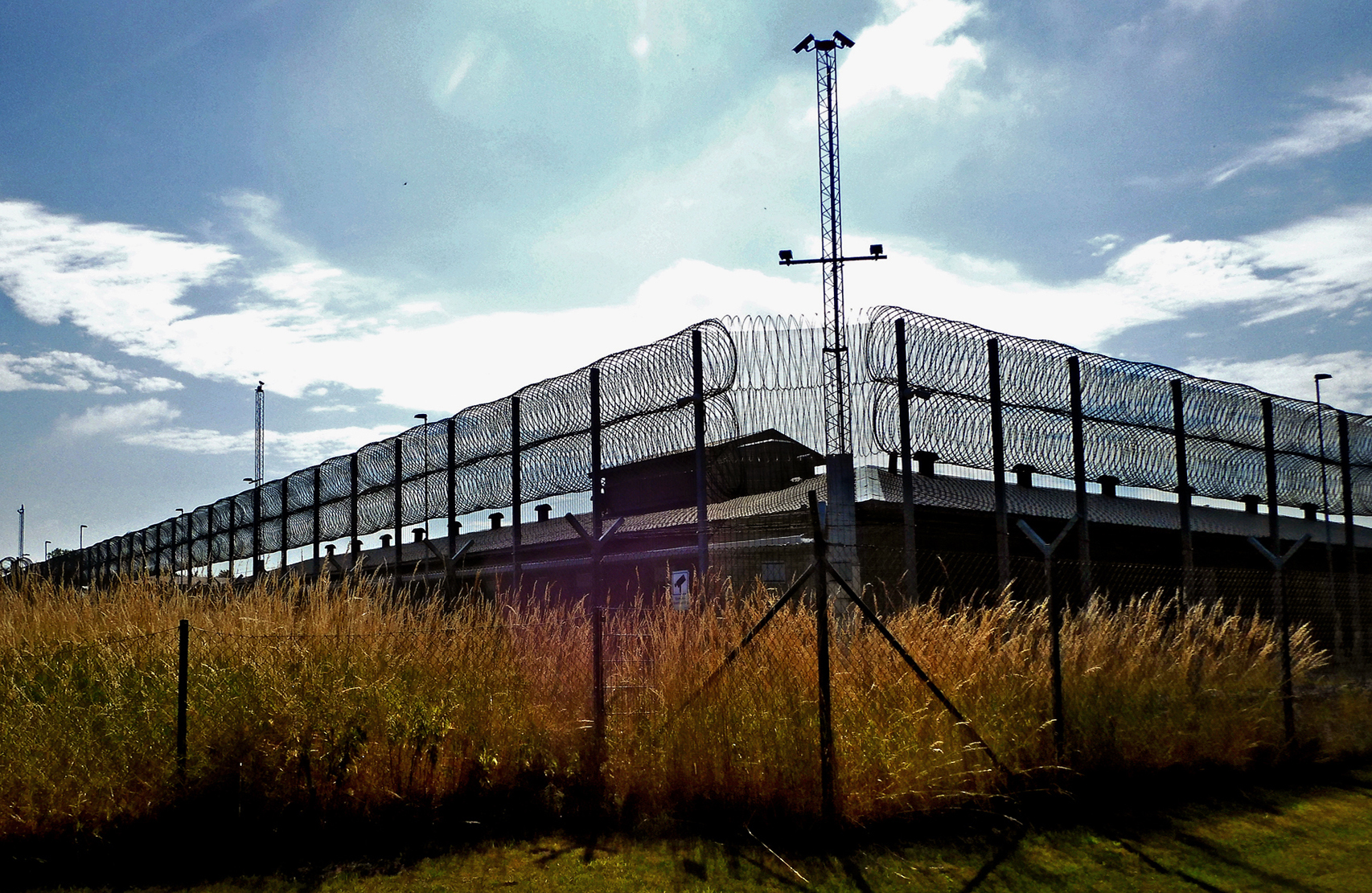
Stängsel, taggtråd och övervakningskameror runtom fångvårdsanstalten i Ystad 2021.

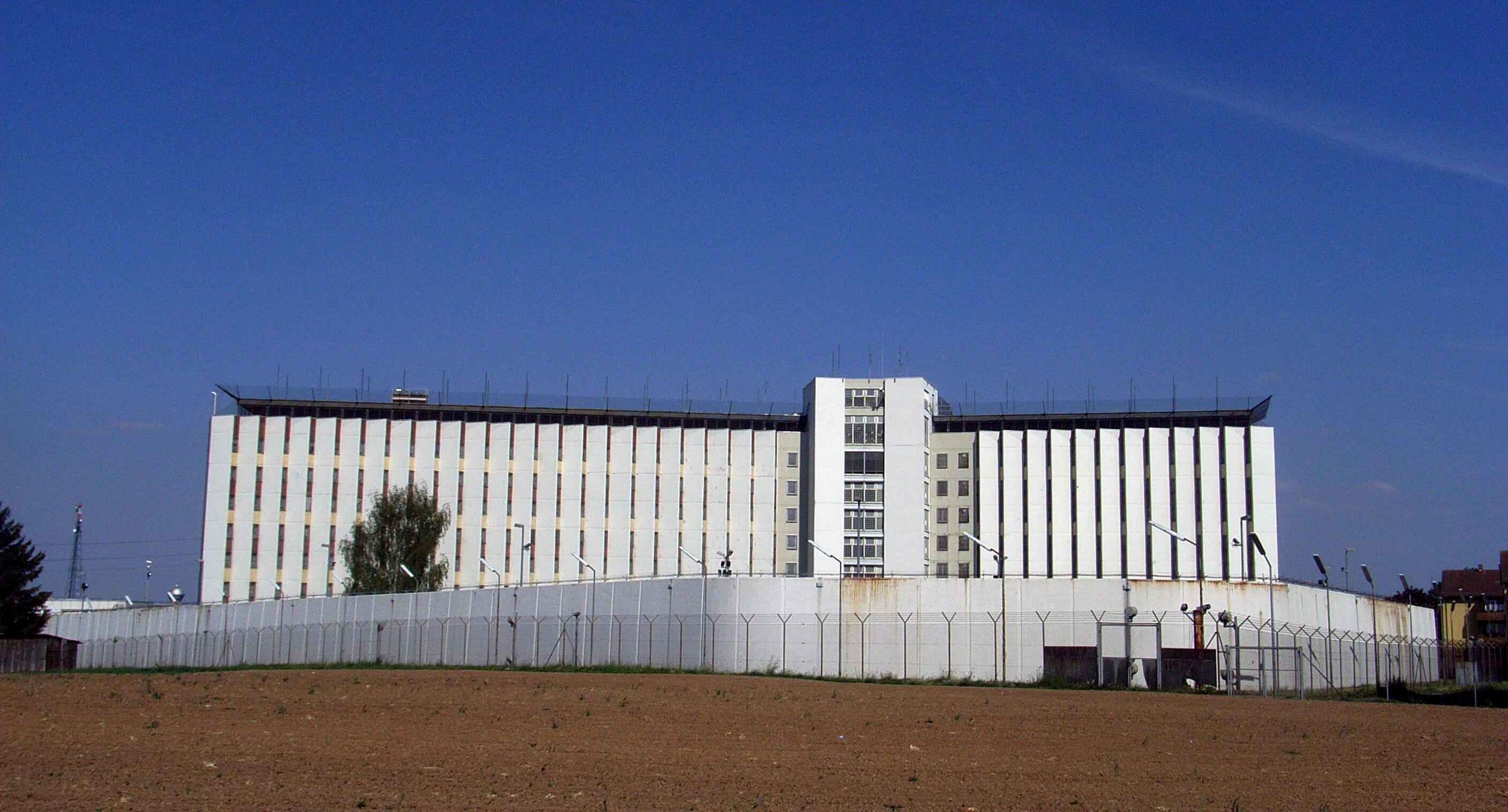
Kriminalvårdsanstalten i Stuttgart.

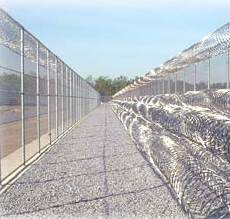
Stängsel runt en kriminalvårdsanstalt i USA.

Fängelse är en typ av straff i form av frihetsberövande, där den dömde efter dom i domstol låses in under en viss tid. Fängelsestraff anses svårare än böter. Det kan vara tidsbegränsat eller utdömt på livstid. I vissa fall kan bötesstraff omvandlas till fängelse. Straffet regleras i Sverige i Brottsbalken. En dom på högst sex månaders fängelse kan i Sverige i allmänhet verkställas genom intensivövervakning (elektronisk fotboja) istället för att den dömde tas in på anstalt.

## Fängelsestraffets syfte
Det finns flera anledningar till att straffa brottslingar till fängelse, bland annat inkapacitering och rehabilitering. Fängelsestraff anses också ha ett preventivt och avskräckande syfte.
Vissa samhällsdebattörer har argumenterat för fängelsernas avskaffande, av både praktiska och moraliska skäl.

## Fängelsesystem
Innan fängelser infördes utmättes samhällets straff gentemot delinkventerna omedelbart, antingen genom böter, kropps- eller dödsstraff. Senare tillkom straffarbete vilket i slutet av 1700-talet gradvis övergick i frihetsstraff genom fängelse. Först genomfördes frihetsstraff i gemensamhet. När detta visat sin avigsida infördes isolering i cell. Olika metoder förekom:
- Philadelphiasystemet med isolering i cell utan arbete och utan andra nöjen än Bibeln
- Auburnsystemet med arbete under tystnad, även kallat tystnadssystemet
- Irländska systemet eller progressivsystemet, med en kombination av isolering i cell, arbete till villkorlig frigivning. Fångens flit och uppförande medför hela tiden förmåner[2]

## Anstalter
Ett fängelse eller en kriminalvårdsanstalt, numera i Sverige kallad anstalt, är den plats där fängelsestraff verkställs. Anstalten består av låsbara celler, arbetslokaler, fritidsutrymmen och rastgårdar.
Svenska anstalter säkerhetsklassas från 1 till 3, där 1 är den högsta säkerhetsklassen som finns på Kumla, Hall Anstalten Hällby, Anstalten Norrtälje, Anstalten Salberga, Anstalten Tidaholm och Anstalten Saltvik.
Sedan 2019 har anstalter i Sverige varit överfulla. På Högsboanstalten i Göteborg finns 83 celler men 99 intagna. Vilket är ett mönster som går igen i hela landet. Inom fem år (2025) är planen att utöka antalet fängelseplatser med över 1000 platser utöver de 4500 platser som finns idag. Den höga beläggningen i svenska fängelser är ett relativt nytt fenomen. Under hela 2000-talet så har antalet interner på de svenska anstalterna stadigt minskat men 2017 skedde ett trendbrott och antalet interner ökade plötsligt. Detta beror dels på att fler döms idag än tidigare dels på straffskärpningar för till exempel sexualbrott, vapenbrott och narkotikabrott 

## Privata fängelser
I delar av USA och i Storbritannien förekommer fängelser som i stället för att i traditionell stil drivas direkt av statsmakterna, drivs med privata intressen. Statsmakterna i anslår pengar till finansieringen samt kontrollerar att de följer samma standard som statliga fängelser, till exempel vad gäller celler, mat, arbete, rättigheter och andra förhållanden.
Det första privatägda fängelset i Storbritannien, HMP Wolds, startades 1992.

## Livet i fängelse
De intagnas villkor varierar mellan olika länder. Svenska anstalter har egna celler till varje intagen, vissa fängelser med radio och TV Anstalten ger möjlighet till arbete, utbildning, behandlingsprogram och annan verksamhet. Enskilda celler infördes i Sverige under 1800-talet och anses bland annat minska risken för fängelsevåldtäkter[källa behövs]. Man har också möjlighet att ta emot besök och åka på permission. Den intagne har i allmänhet arbetsplikt, vilket i någon mån motsvarar det som tidigare kallades straffarbete (i Finland förr tukthus).
Många intagna är beroende av narkotika. Flera anstalter har avdelningar specialiserade för att behandla narkotikamissbrukare, andra anstalter är inrättade enbart för narkotikaberoende fångar. FN:s kontor för narkotikakontroll och förebyggande av brott också behöver speciella skydd för personer HBTQ och med funktionsnedsättning enligt Konventionen om rättigheter för personer med funktionsnedsättning och Yogyakartaprinciperna.

## Sverige
I Sverige regleras verkställighet av fängelsestraff i Fängelselagen och handhas av det statliga verket Kriminalvården. Ett fängelsestraff kan vara mellan 14 dagar och livstid. Ungdomar mellan 15 och 17 år som döms för brott med påföljden fängelse döms vanligen till sluten ungdomsvård, som drivs av myndigheten Statens institutionsstyrelse. Barn och ungdomar under 15 år är inte straffbara och kan därför inte dömas till fängelse.

### Historik

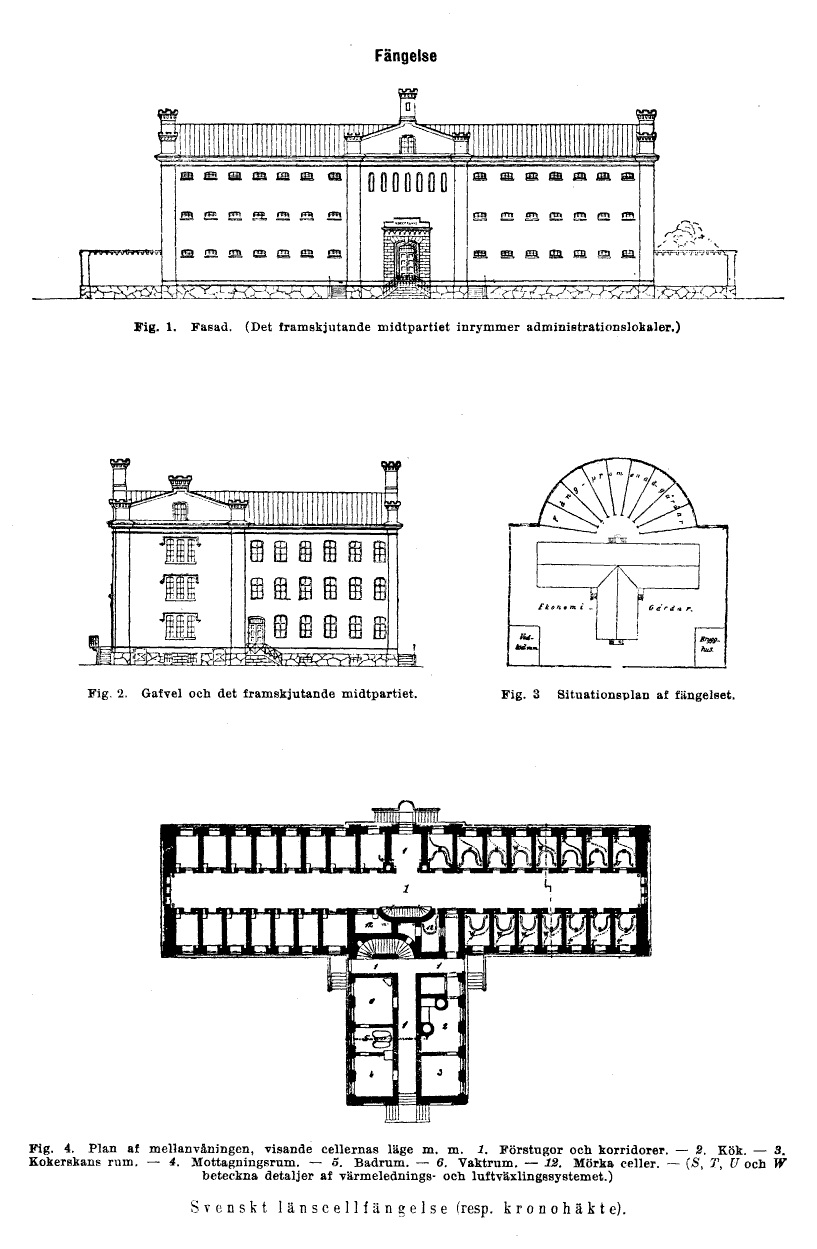
Typritning till cellfängelse framtagen av Carl Fredrik Hjelm på 1840-talet

I äldre tid, då de egentliga straffen var dödsstraff eller kroppsstraff, var fängelserna huvudsakligen förvaringsplatser under rannsakningstiden och i avbidan på straffets verkställande, inte straffmedel i sig själva. De var på landsbygden enkla stockhus ("skemmor"), stundom med en grop under golvet för grövre förbrytare; i städerna och vid slotten användes även torn och källare, där fångarna lämnades i den mest eländiga belägenhet.
Närmast med hänsyn till de stora skaror lösdrivare och tiggare, som i följd av de ständiga krigen alltmer växte, började först i England, i mitten av 1500-talet, och sedermera på andra platser särskilda tukthus inrättas. I Sverige förordnades härom genom 1624 års konstitution mot tiggare och tidstjuvar. Vid denna tid upprättades i Stockholm landets första tukthus, vilket på samma gång var uppfostringsanstalt för vanvårdade barn. Det följdes efter omkring 100 år av ett rasp- och spinnhus (vid Stockholm på Långholmen) och sedermera av andra sådana i Göteborg och Norrköping. Dessa anstalter blev småningom använda huvudsakligen för kvinnliga förbrytare, under det att grövre manliga brottslingar, som lyckats undgå dödsstraffet, i stället sändes till fästningarna för att sysselsättas med fortifikationsarbeten. Sålunda uppkom fästningsfängelser, såsom Marstrands eller Karlstens, Nya Älvsborgs m. fl. Då lagstiftningen började använda även kortare frihetsstraff, avtjänades dessa vid slotten i länsstäderna; och på detta sätt uppstod länsfängelser och kronohäkten. Därtill förekom stads- och häradshäkten för rannsakningsfångar samt gäldstugor för bysatta personer. Fångbehandlingen var allestädes föga berömvärd.

#### Cellfängelserna
I slutet av 1700-talet var samhället satt i förvandling och även fångvården berördes av upplysningens idéer. Denna medförde en långsam åsiktsförändring kring fångvården och hur fångar skulle behandlas och en fullständig omorganisation av fängelseväsendet. Under 1800-talet uppfördes i västvärlden nya fängelsebyggnader, där fångarna fick en drägligare tillvaro. Principen att i möjligaste mån undvika fångarnas samvaro med varandra ledde till det så kallade cellsystemet, enligt vilket fångarna skulle hållas i enrum både natt och dag. Man införde även ett blandat system, där fångar med längre strafftid hölls i cell om natten och på dagtid fick arbeta och umgås med andra fångar. 
I Sverige fattade 1844 års riksdag beslut om att varje län skulle ha ett cellfängelse. År 1857 beslutade Sveriges riksdag att den som dömdes till straffarbete eller till fängelse i minst två år skulle sitta av det som cellstraff.. 28 maj 1867 fastställdes i Kongl. Majt:s nådiga Reglemente för Läns- och Krono-cellfängelserna i Riket hur anstalterna och deras verksamhet skulle organiseras.

##### Nybyggda cellfängelser 1846-1914
| Fängelse                                       | Öppnat år                              | Ljusa celler | Mörka celler | Kostnad kr     | Stängt år. Bevarat? |
| ---------------------------------------------- | -------------------------------------- | ------------ | ------------ | -------------- | --- |
| Länscellfängelset i Stockholm                  | 1846                                   | 90           | 3            | 228 251        | 1897. Rivet 1898 |
| Länscellfängelset i Linköping                  | 1846                                   | 102          | 3            | 189 408        | 1966. Rivet 1969 |
| Länscellfängelset i Kristianstad               | 1846                                   | 90           | 3            | 145 304        | 2013. Bevarat |
| Länscellfängelset i Karlstad                   | 1847                                   | 78           | 3            | 205 757        | 1968. Bevarat |
| Länscellfängelset i Gävle                      | 1847 Tillbyggnad 1885                  | 66 27        | 3            | 133 874 51 000 | 1986. Bevarat |
| Länscellfängelset i Falun                      | 1849                                   | 65           | 3            | ?              | 1995. Bevarat |
| Länsfängelset i Växjö                          | 1848                                   | 90           | 3            | 143 788        | 1995. Bevarat |
| Länsfängelset i Mariestad                      | 1848                                   | 96           | 6            | 137 332        | 2010. Bevarat |
| Kronohäktet på Långholmen                      | 1850 Tillbyggnad 1867 Tillbyggnad 1886 | 60 30 113    | -            | 51 288         | 1975. Delvis rivet |
| Länsfängelset i Vänersborg                     | 1851                                   | 90           | 5            | 205 891        | 1995. Bevarat |
| Länsfängelset i Karlskrona                     | 1851                                   | 90           | 5            | 198 713        | 2010 |
| Rannsakningsfängelset vid Myntgatan, Stockholm | 1852                                   | 147          | 20           | 255 000        | 1911. Rivet 1929 |
| Kronohäktet i Eskilstuna                       | 1852                                   | 22           | -            | 28 348         | 1926. Rivet 1927 |
| Länsfängelset i Kalmar                         | 1852                                   | 102          | 5            | 141 120        | I bruk |
| Kronohäktet i Karlshamn                        | 1854                                   | 32           | -            | 34 633         | 1936. Bevarat |
| Länsfängelset i Malmö                          | 1855                                   | 102          | 5            | 135 640        | Länsfängelseanläggningen på Malmöhus togs ur bruk 1914 och revs 1937 efter att ha använts till annat.                   |
| Länsfängelset i Luleå                          | 1856 Tillbyggnad 1892                  | 17 20        |              | 36 495 64 000  | 1979. Bevarat |
| Kronohäktet i Varberg                          | 1856                                   | 24           | -            | 27 510         | 1931. Bevarat |
| Länsfängelset i Västerås                       | 1857                                   | 66           | 5            | 117 427        | 1998. Bevarat |
| Länsfängelset i Göteborg                       | 1857                                   | 102          | 5            | 192 340        | 1907. Rivet 1972 |
| Länsfängelset i Halmstad                       | 1858                                   | 34           | -            | 58 073         | 1990. Bevarat |
| Länsfängelset i Visby                          | 1859                                   | 34           | -            | 66 718         | 1998. Bevarat |
| Länscellfängelset i Örebro                     | 1859                                   | 90           | 5            | 172 835        | 1967. Rivet 1972 |
| Kronohäktet i Norrtälje                        | 1859                                   | 16           | -            | 43 100         | 1936. Bevarat |
| Länscellfängelset i Jönköping                  | 1859                                   | 90           | 5            | 153 258        | Rivet 1974 |
| Kronohäktet i Umeå                             | 1861                                   | 24           | -            | 65 801         | 1981. Bevarat. |
| Länscellfängelset i Östersund                  | 1861                                   | 34           | -            | 81 725         | 1969. Rivet 1970 |
| Länsfängelset i Härnösand                      | 1861                                   | 54           | 2            | 127 197        | I bruk |
| Länscellfängelset i Uppsala                    | 1862                                   | 66           | 5            | 140 469        | 1998. Bevarat |
| Länsfängelset i Nyköping                       | 1862                                   | 46           | -            | 93 873         | 1985. Bevarat |
| Kronohäktet i Norrköping                       | 1862                                   | 36           | -            | 66 900         | 1910. Delvis rivet |
| Kronohäktet i Uddevalla                        | 1863                                   | 34           | -            | 70 249         | 1936. Rivet 1973 |
| Kronohäktet i Haparanda                        | 1865                                   | 16           | -            | 38 000         | Brunnet 1887. Nybyggnad 1888. I bruk                                                                                    |
| Kronohäktet i Hudiksvall                       | 1869                                   | 24           | -            | 60 403         | 1996. Bevarat |
| Kronohäktet i Västervik                        | 1871                                   | 54           | -            | 82 217         | 2007. Bevarat |
| Centralfängelset i Göteborg (Nya Varvet)       | 1875                                   | 50           | 236          |                | 1907. |
| Malmö centralfängelse (Malmöhus)               | 1876                                   | 137          | 304          |                | Centralfängelseanläggningen på Malmöhus togs ur bruk 1914, återanvändes 1919–1921 och revs i slutet av 1920-talet       |
| Kronohäktet i Ystad                            | 1878                                   | 54           | -            | 130 000        | 1984. Bevarat |
| Kronohäktet i Sundsvall                        | 1879                                   | 53           | -            | 174 000        | 1946. Rivet 1959 |
| Centralfängelset på Långholmen                 | 1880                                   | 208          | 300          | ?              | 1975. Delvis rivet |
| Kronohäktet i Landskrona                       | 1881                                   | 32           | -            | 30 000         | 1940. Bevarat |
| Östermalmsfängelset                            | 1898                                   | 112          | 3            | 269 021        | 1924. Rivet 1968 |
| Centralfängelset Härlanda                      | 1907                                   | 170          |              | 700 000        | 1997. Bevarat |
| Kronohäktet i Karlskrona                       | 1911                                   | 34           | -            | ?              | Militärhäkte beläget på Stumholmen. I bruk in på 1960-talet. Del av Unescos världsarv Örlogsstaden Karlskrona. Bevarat. |
| Centralfängelset i Malmö                       | 1914                                   | 180          | ?            | 730 000        | 2016. Bevarat |

## Finland
I Finland kan fängelsestraff vara villkorligt eller ovillkorligt. Om straffet håller högst två år kan domen vara villkorlig, om gärningsmannens tidigare brottslighet inte kräver ett ovillkorligt straff. När villkorligt fängelse döms ut, skjuts verkställigheten av straffet upp för en prövotid som är minst ett och högst tre år. Om den dömde under prövotiden behår ett brott för vilket han eller hon enligt domstolens prövning borde dömas till ovillkorligt fängelse eller kombinationsstraff kan domstolen bestämma att ett villkorligt fängelsestraff ska verkställas, det vill säga man tvinga att avtjäna det i ett fängelse.
Ovillkorligt fängelse används vanligen om brottet har varit så allvarligt att straffet skall vara längre än två år eller gärningsmannen har begått nya brott under sin prövotid. I normala fall friges fången villkorligt om han eller hon har avtjänat två tredjedelar av straffet. Om fången inte har suttit i fängelse under fem år före brottet friges han eller hon villkorligt när hälften av straffet har avtjänats. Om fången var under 21 års ålder när brottet begicks, friges han eller hon villkorligt när 1/3 av straffet har avtjänats, över 21 om han eller hon har inte varit i fängelse under fem år före brottet, friges han eller hon villkorligt när hälften av straffet har avtjänats. Straffet avtjänas i sluten eller öppen anstalt; vid bedömningen av anstalt ska fångens förmåga att anpassa sig till fängelseomständigheter först bedömas.
Även i Finland kan ett fängelsestraff vara mellan 14 dagar och livstid. Ungdomar mellan 15 och 17 år skall dömas i mildare skala, och bara vid synnerliga skäl dömas till ovillkorligt fängelsestraff. Barn under 15 år är inte straffmyndiga och kan därför inte dömas till fängelse.